# Utiguren
Die Utiguren waren ein nördlich des Schwarzen Meeres lebendes spätantikes Reitervolk, das Mitte des 6. Jahrhunderts belegt ist. 
Sie werden das erste Mal in den 40er Jahren des 6. Jahrhunderts in spätantiken Quellen erwähnt, wobei sie oft als „Hunnen“ bezeichnet werden. Allerdings sagt dies nichts über ihre ethnische Abstammung aus, da der Begriff „Hunne“ (wie vorher „Skythe“) oft nur ein Stilmittel spätantiker Geschichtsschreiber war, um so Völker im pontischen Steppengebiet nördlich des Schwarzen Meeres zu bezeichnen. Die Utiguren hatten zuvor weiter östlich nahe dem Fluss Don gelebt.
Nachdem die mit den Utiguren wohl verwandten Kutriguren wiederholt auf oströmisches Gebiet vorgedrungen waren und in den Jahren 558/59 unter ihrem Anführer Zabergan die Donau überschritten hatten, gelang es noch im Jahr 559 dem oströmischen Kaiser Justinian I. mit Sandilch, einem Anführer der Utiguren, ein Bündnis zu schließen. Die Utiguren griffen die Kutriguren an und beide Gruppen scheinen sich in den folgenden Kämpfen stark geschwächt zu haben. Diese Situation nutzten die ebenfalls erst wenige Jahre zuvor im Blickfeld Ostroms aufgetauchten Awaren aus, um im Jahr 560 den Großteil der verbliebenen Utiguren und Kutriguren zu unterwerfen. Um 575 lebte aber zumindest ein Teil der Utiguren unter türkischer Herrschaft in der Nähe der Krim. Unter Führung der Türken eroberte der Utigurenfürst Angai(os) (wohl im Auftrag des Türkenherrschers Turxanthos) wenig später die oströmische Stadt Bosporos an der Straße von Kertsch.